# Tinne Gilis
Pour les articles homonymes, voir Gilis.
Tinne Gilis, née le 29 octobre 1997 à Mol, est une joueuse professionnelle de squash représentant la Belgique. Elle atteint en novembre 2024 la 5e place mondiale sur le circuit international, son meilleur classement. Elle est championne de Belgique en 2016.
C'est la sœur cadette de Nele Gilis, également joueuse de squash.

## Biographie
Elle est en septembre 2016, troisième du championnat d'Europe à Prague après s'être inclinée en demi-finale face à sa sœur Nele Gilis. En avril 2019 au tournoi El Gouna International, classée au-delà de la 50e place, elle bat pour la première fois une joueuse du top 20 en la personne de la 15e mondiale Joshna Chinappa. En mai 2019 lors du British Open 2019, elle provoque la sensation en éliminant Laura Massaro, ancienne championne du monde et 10e joueuse mondiale pour le dernier match de sa carrière et intègre pour la première fois le top 30.
En mars 2020, elle intègre pour la première fois le top 20. En octobre 2020, elle bat à nouveau une joueuse du top 10 en la personne de Tesni Evans lors du tournoi platinum Open d'Égypte,.

## Palmarès

### Titres
- Open du Canada de squash 2024
- Squash on Fire Open 2023
- Championnats d'Europe : 2 titres (2022, 2024)
- Jeux mondiaux : 2022
- Championnats de Belgique : 2016
- Championnats d'Europe par équipes : 2024

### Finales
- Squash on Fire Open féminin 2024
- Cincinnati Gaynor Cup 2024
- Open de Nouvelle-Zélande de squash: 2023
- Open de Singapour : 2023
- Open de France : 2022
- Championnats de Belgique : 4 finales (2014, 2015, 2017, 2019)
- Championnat d'Europe par équipes : 2 finales (2023, 2025)